# Ragnar Fogelqvist
John Ragnar Fogelqvist, född 31 mars 1894 i Söne församling, Skaraborgs län, död 28 mars 1956 i Linköping, var en svensk väg- och vattenbyggnadsingenjör.
Fogelqvist, som var son till lantbrukaren Johan Amandus Fogelqvist och Elisabet Karlsson, utexaminerades från Chalmers tekniska institut 1925. Han var därefter ingenjör i bland annat firma A. Lundgren i Askersund och Lidans Motorverkstad i Lidköping till 1929, brokonstruktör vid Motala Verkstad 1929–1935, mätningsingenjör vid stadsingenjörskontoret i Linköpings stad 1935–1937, blev byråingenjör vid byggnadskontoret i Linköpings stad 1937 och byggnadschef där 1951. Han var tjänstegrenschef för Luftskyddets röjnings- och räddningstjänst samt sekreterare i Linköpings stads tjänstemannasällskap.